# Kaj Kajander
Kaj Kajander, (né le 22 octobre 1924 à Helsinki et mort le 10 janvier 1991 à Helsinki), est un artiste peintre héraldiste et médailleur finlandais.
Il a conçu de nombreux blasons, dans un style vivant, accentuant le relief et dans la tradition du maître Gustaf von Numers.
Il a également une production de médailleur.

## Blasons municipaux
- Alavieska
- Espoo
- Halsua
- Hartola
- Ii
- Kaavi
- Kempele
- Kuusamo
- Kyyjärvi
- Lumijoki
- Pyhäntä
- Salla
- Soini
- Taivalkoski
- Vaala